# Jack Thompson (actor)
Jack Thompson, AM (născut ca John Hadley Payne; n. 31 august 1940, Sydney, Noul Wales de Sud, Australia) este un actor australian și una din vedetele cinematografiei australiene. A absolvit Universitatea din Queensland, înainte de a îmbrățișa cariera actoricească. În 2002, a fost numit membru de onoare al Societății Cinematografice din Australia (Australian Cinematographers Society, ACS). Este cel mai notabil pentru rolurile sale din câteva filme australiene aclamate ca de exemplu The Club (1980), Sunday Too Far Away (1975), The Man from Snowy River (1982) sau Breaker Morant (1980). A primit premii la Cannes sau din partea AFI pentru ultimul film.

## Filmografie

### Film
| An   | Titlu                                            | Rol                                    | Note                      |
| ---- | ------------------------------------------------ | -------------------------------------- | ------------------------- |
| 1969 | Personnel, or People?                            |                                        |                           |
| 1971 | Wake in Fright                                   | Dick                                   |                           |
| 1973 | Libido                                           | Ken                                    | Segment: "The Family Man" |
| 1974 | Marijuana: Possession and the Law                |                                        |                           |
| 1974 | 'Jock' Petersen                                  | Tony Petersen                          |                           |
| 1975 | Sunday Too Far Away                              | Foley                                  |                           |
| 1975 | Scobie Malone                                    | Scobie Malone                          |                           |
| 1975 | That Lady from Peking                            | Flunky                                 |                           |
| 1976 | Caddie                                           | Ted                                    |                           |
| 1976 | Mad Dog Morgan                                   | Detectiv Manwaring                     |                           |
| 1976 | Jeremy and Teapot                                | Narator                                | Scurtmetraj               |
| 1978 | The Chant of Jimmie Blacksmith                   | Reverend Neville                       |                           |
| 1979 | The Journalist                                   | Simon Morris                           |                           |
| 1980 | Breaker Morant                                   | Major J.F. Thomas                      |                           |
| 1980 | The Earthling                                    | Ross Daley                             |                           |
| 1980 | The Club                                         | Laurie Holden                          |                           |
| 1982 | Omul de la Snowy Rive                            | Clancy                                 |                           |
| 1982 | Bad Blood                                        | Stan Graham                            |                           |
| 1983 | It's a Living                                    | Pasager                                |                           |
| 1983 | Crăciun fericit domnule Lawrence!                | Group Capt. Hicksley                   |                           |
| 1985 | Rivalii                                          | Hawkwood                               |                           |
| 1985 | Burke & Wills                                    | Robert O'Hara Burke                    |                           |
| 1986 | Scurt circuit                                    | Party Guest                            |                           |
| 1987 | Ground Zero                                      | Trebilcock                             |                           |
| 1992 | Turtle Beach                                     | Ralph                                  |                           |
| 1992 | Wind                                             | Jack Neville                           |                           |
| 1993 | În deșert nu ești niciodată singur!              | John Ricketts                          |                           |
| 1993 | Ruby Cairo                                       | Ed                                     |                           |
| 1994 | Noi doi                                          | Harry Mitchell                         |                           |
| 1994 | Resistance                                       | Mr. Wilson                             |                           |
| 1995 | Der Flug des Albatros                            | Mike                                   |                           |
| 1996 | Operațiunea Broken Arrow                         | Chairman, Joint Chief of Staff         |                           |
| 1996 | Ultimul dans                                     | The Governor                           |                           |
| 1997 | Excess Baggage                                   | Alexander                              |                           |
| 1997 | Ultima iubire                                    | Harry                                  |                           |
| 1997 | Miezul nopții în grădina binelui și răului       | Sonny Seiler                           |                           |
| 1999 | Feeling Sexy                                     | Magazine Vendor (nemenționat)          |                           |
| 2000 | Budinca fermecată                                | Buncle (voce)                          |                           |
| 2001 | Yolngu Boy                                       | Polițist                               |                           |
| 2001 | Păcat originar                                   | Alan Jordan                            |                           |
| 2002 | Războiul stelelor - Episodul II: Atacul clonelor | Cliegg Lars                            |                           |
| 2004 | Asasinarea lui Richard Nixon                     | Jack Jones                             |                           |
| 2004 | Oyster Farmer                                    | Skippy                                 |                           |
| 2005 | Monstrul                                         | Frederic Schist                        |                           |
| 2005 | Feed                                             | Richard                                |                           |
| 2006 | Tryst Cosmos                                     | Storyteller                            | Scurtmetraj               |
| 2006 | Misterele Berlinului                             | Congressman Breimer                    |                           |
| 2007 | The Manual                                       | Profesor Grey                          | Scurtmetraj               |
| 2007 | Băieții din decembrie                            | Bandy                                  |                           |
| 2008 | Ten Empty                                        | Bobby Thompson                         |                           |
| 2008 | Jocuri murdare                                   | Harvey                                 |                           |
| 2008 | Australia                                        | Kipling Flynn                          |                           |
| 2009 | Ultimul balerin al lui Mao                       | Judecător Woodrow Seals                |                           |
| 2010 | Nu-ți fie frică de întuneric                     | Harris                                 |                           |
| 2011 | Oakie's Outback Adventures                       | Orpheus                                |                           |
| 2011 | The Telegram Man                                 | Bill Williams                          | Scurtmetraj               |
| 2011 | The Forgotten Men                                | Publican                               | Scurtmetraj               |
| 2013 | Around the Block                                 | Mr. O'Donnell                          |                           |
| 2013 | Mystery Road                                     | Charley Murray                         |                           |
| 2013 | Blinder                                          | Coach Chang                            |                           |
| 2013 | Marele Gatsby                                    | Nick Carraway's Doctor, Walter Perkins |                           |
| 2016 | Blue World Order                                 | Harris                                 |                           |
| 2016 | The Light Between Oceans                         | Ralph Addicott                         |                           |
| 2017 | Don't Tell                                       | Bob Myers                              |                           |
| 2018 | Swinging Safari                                  | Mayor                                  |                           |

### Televiziune
| An        | Titlu                              | Rol                            | Note                                                                     |
| --------- | ---------------------------------- | ------------------------------ | ------------------------------------------------------------------------ |
| 1968      | Motel                              | Bill Burke                     | Episodul: "1.132" Episodul: "1.134"                                      |
| 1969      | Riptide                            | Wally Ted                      | Episodul: "Hagan's Kingdom" Episodul: "Flight of the Curlew"             |
| 1970      | Woobinda, Animal Doctor            | Lenny                          | Episodul: "Lenny"                                                        |
| 1970      | Skippy                             | Stefan Imard                   | Episodul: "High Fashion"                                                 |
| 1970      | The Rovers                         | Kenneth Baker Bill             | Episodul: "Wright's Peak" Episodul: "A Place of My Own"                  |
| 1970      | Homicide                           | Jack Skinner Kevin Ford        | Episodul: "The Doll" Episodul: "All Correct"                             |
| 1970      | Division 4                         | Charlie Penn                   | Episodul: "A Trip to the City"                                           |
| 1971-1973 | Spyforce                           | Erskine                        | 42 de episoade                                                           |
| 1972      | Over There                         | Corporal Harry Logan           | Episodul: "The Lord Sends the Food and the Devil Sends the Cook"         |
| 1972      | Behind the Legend                  | Charles Kingsford-Smith (1972) | Serial TV                                                                |
| 1972      | Matlock Police                     | Ron Cook                       | Episodul: "Cook's Endeavor"                                              |
| 1973      | Matlock Police                     | Robbo                          | Episodul: "Squaring Off"                                                 |
| 1973      | Linehaul                           | Dave Morgan                    | Film TV                                                                  |
| 1973      | Boney                              | Jack Red Kelly                 | Episodul: "Boney and the Strangler" Episodul: "Boney and the Kelly Gang" |
| 1973      | Ryan                               | John Mitchell Brian Duncan     | Episodul: "But When She Was Bad" Episodul: "Where Thunder Sleeps"        |
| 1973      | Elephant Boy                       | Chuck Ryder                    | Episodul: "Conservation Man"                                             |
| 1973      | Homicide                           | Ray Enright                    | Episodul: "Mother Superior"                                              |
| 1973      | The Evil Touch                     | Hammer Evan                    | Episodul"George" Episodul: "Scared to Death"                             |
| 1974      | The Evil Touch                     | Stockman                       | Episodul: "Kadaitcha Country"                                            |
| 1974      | Human Target                       | Anderson                       | Film TV                                                                  |
| 1974      | Homicide                           | Det. Sgt Jack Beck             | Episodul: "Time and Tide"                                                |
| 1975      | Armchair Cinema                    | Vic Parkes                     | Episodul: "Tully"                                                        |
| 1978      | Because He's My Friend             | Geoff                          | Film TV                                                                  |
| 1982      | A Shifting Dreaming                |                                | Film TV                                                                  |
| 1982      | A Woman Called Golda               | Ariel                          | Film TV                                                                  |
| 1982      | The Letter                         | Robert Crosbie                 | Film TV                                                                  |
| 1984      | Waterfront                         | Maxey Woodbury                 | Miniserial TV                                                            |
| 1986      | The Last Frontier                  | Nick Stenning                  | Film TV                                                                  |
| 1987      | The Riddle of the Stinson          | Bernard O'Reilly               | Film TV                                                                  |
| 1987      | Kojak: The Price of Justice        | Aubrey Dubose                  | Film TV                                                                  |
| 1988      | Beryl Markham: A Shadow on the Sun | Tom Campbell Black             | Film TV                                                                  |
| 1989      | The Rainbow Warrior Conspiracy     | Irvine                         | Film TV                                                                  |
| 1989      | Trouble in Paradise                | Jake                           | Film TV                                                                  |
| 1990      | After the Shock                    | Fireman                        | Film TV                                                                  |
| 1994      | The Dwelling Place                 | Richard                        | Miniserial TV                                                            |
| 1994      | Girl                               | Victor Martin                  | Film TV                                                                  |
| 1995      | A Woman of Independent Means       | Sam Garner                     | Miniserial TV                                                            |
| 1996      | The Thorn Birds: The Missing Years | The Judge                      | Film TV                                                                  |
| 1996      | McLeod's Daughters                 | Jack McLeod                    | Film TV                                                                  |
| 2001      | My Brother Jack                    | Bernard Brewster               | Film TV                                                                  |
| 2001      | South Pacific                      | Capt. George Brackett          | Film TV                                                                  |
| 2007      | Bastard Boys                       | Tony Tully                     | Film TV                                                                  |
| 2009      | The Karenskys                      | Max Karensky                   | Film TV                                                                  |
| 2012      | Rake                               | Mr Justice Beesdon             | Episodul: "R vs. Fenton"                                                 |
| 2013      | Camp                               | Jack Jessup                    | Episodul: "Harvest Moon"                                                 |
| 2014      | Devil's Playground                 | Cardinal Constantine Neville   | Miniserial TV                                                            |